# La Dame aux camélias (film, 1934)
Pour les articles homonymes, voir La Dame aux camélias (homonymie).
Pour plus de détails, voir Fiche technique et Distribution.
La Dame aux camélias est un film français réalisé par Fernand Rivers et Abel Gance, sorti en 1934.

## Synopsis
Les amours contrariées de Marguerite Gautier, une demi-mondaine, et d'Armand Duval.

## Fiche technique
- Titre : La Dame aux camélias
- Réalisation : Fernand Rivers et Abel Gance (voir infra)
- Scénario : Abel Gance, d'après le roman éponyme d'Alexandre Dumas fils
- Photographie : Roger Hubert et Harry Stradling
- Montage : André Versein
- Musique : Reynaldo Hahn, Fernand Masson, Albert Willemetz
- Son : William Wilmarth
- Décors : Henri Ménessier et René Renoux
- Producteurs : Fernand Rivers, Maurice Lehmann
- Directeur de production : Edmond Pingrin
- Société de production : Les Films Fernand Rivers, Productions Maurice Lehmann
- Société de distribution : Les Distributeurs Français
- Pays de production :  France
- Langue : Français
- Format : Noir et blanc — 35 mm — 1,37:1 — Son : Mono
- Genre : Film dramatique
- Durée : 110 minutes
- Dates de sortie : 
  - France : 2 novembre 1934
  - États-Unis : 20 mars 1935
- Affiche : Jean-Adrien Mercier

## Distribution
- Yvonne Printemps : Marguerite Gautier
- Pierre Fresnay : Armand Duval
- Jane Marken : Prudence
- Lugné-Poe : Mr. Duval
- Roland Armontel : Gaston
- André Dubosc : le duc
- Armand Lurville : Saint-Gaudens
- Irma Génin : Nichette
- Andrée Lafayette : Olympe
- Renée Sénac : Nanine
- Edy Debray : Varville
- Pierre Morin : le docteur
- Rivers Cadet : le marchand d'oublies
- Janine Berry : la patronne
- Christiane Isola
- Annie Cérès
- Noël Darzal
- Jérôme Goulven : un élégant
- Claude Ivane
- Marcelle Duval

## Autour du film
« Comme pour Le Maître de forges, Gance ne fut que le conseiller technique de Fernand Rivers, qui en assura le découpage et la mise en scène, quelque peu affermi par sa réalisation précédente. Il en parle fort peu dans ses mémoires, Gance ne fut pas plus loquace pour cette tâche qui lui échappa presque entièrement en dépit d'un thème bien dans ses cordes. Tout au plus eut-il le plaisir de retrouver Pierre Fresnay et d’assister les premiers pas cinématographiques d’Yvonne Printemps. Une bien maigre compensation qui ne dut pas se passer très pacifiquement quand on sait le caractère de cette interprète. »

— Roger Icart, "Abel Gance, auteur et ses films alimentaires"